# Ronelda Kamfer

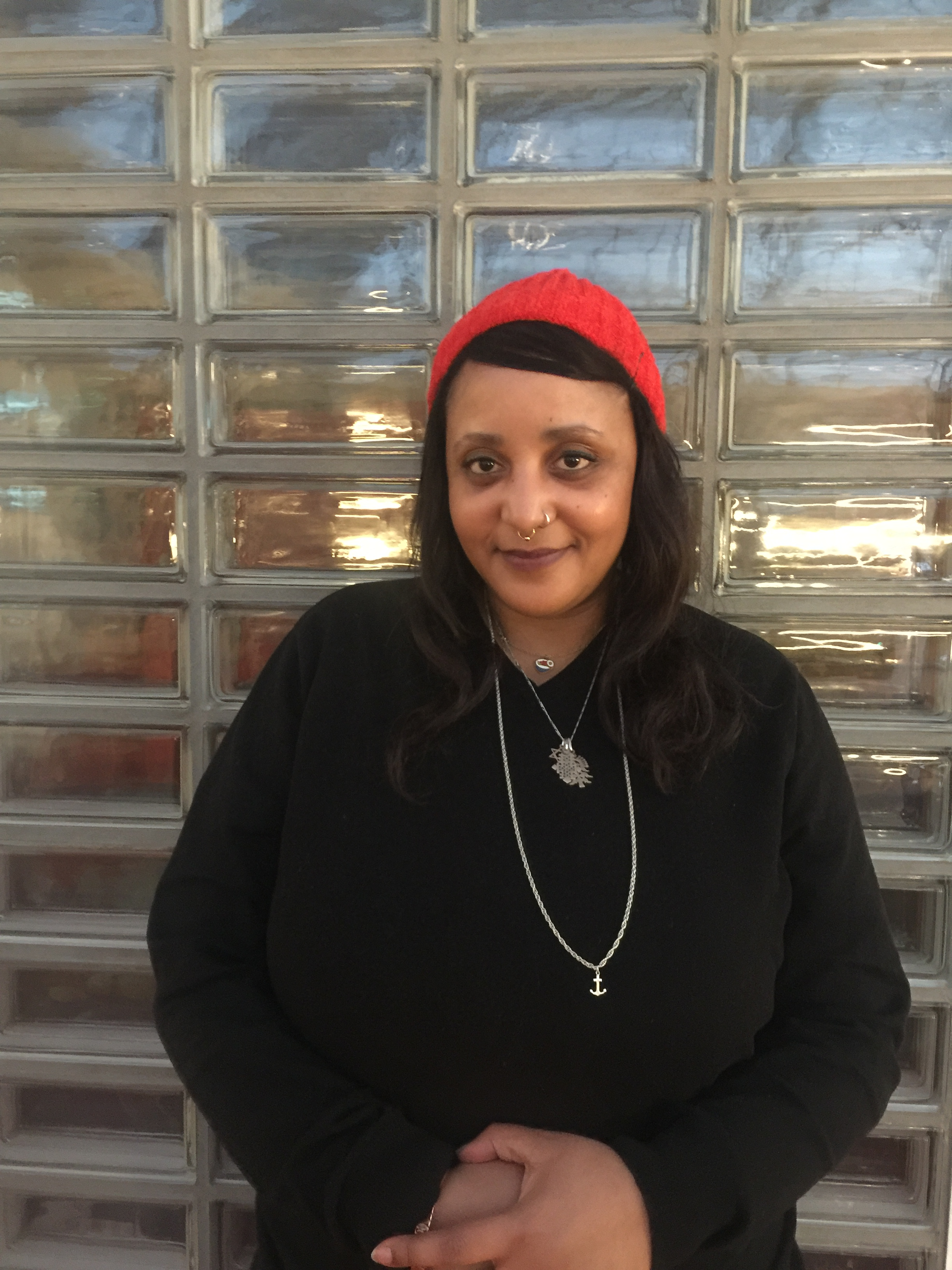
Ronelda Kamfer (2024)

Ronelda Sonnet Kamfer (Blackheath, cerca de Ciudad del Cabo, 16 de junio de 1981) es una escritora sudafricana.

## Biografía
Se crio con sus abuelos en una granja de Grabouw cerca del Cabo hasta los trece años, cuando se mudó donde sus padres a Eersterivier, un barrio periférico conflictivo del Cabo.
Al terminar bachillerato en 1999, tuvo varios empleos y estudió en la Universidad del Cabo Occidental.
Está casada con el también escritor Nathan Trantraal y tienen una hija.
Comenzó publicando sus poemas en revistas de Sudáfrica y los Países Bajos.

## Poemarios
- Noudat slapende honden (2008)
- grond/Santekraam (2011)
- Hammie (2016)
- Chinatown (2019)